# Nuku Hiva-szigeti tengerilégykapó
A Nuku Hiva-szigeti tengerilégykapó (Pomarea nukuhivae) a madarak (Aves) osztályának verébalakúak (Passeriformes) rendjébe, ezen belül a császárlégykapó-félék (Monarchidae) családjába tartozó kihalt faj.

## Előfordulása
A Francia Polinéziához tartozó a Marquises-szigetek Nuku Hiva szigetén volt őshonos és endemikus.

## Életmódja
Az egykori Nuku Hiva-szigeti tengerilégykapó nevű madár, a szigeten levő szubtrópusi síkvidéki erdőket vagy trópusi hegyierdőket kedvelte. Azonban az élőhely elvesztése miatt, ez a madár mára már kihalt.

### Fordítás
- Ez a szócikk részben vagy egészben  a   Nuku Hiva Monarch című angol Wikipédia-szócikk ezen változatának fordításán alapul.  Az eredeti cikk szerkesztőit annak laptörténete sorolja fel. Ez a jelzés csupán a megfogalmazás eredetét és a szerzői jogokat jelzi, nem szolgál a cikkben szereplő információk forrásmegjelöléseként.